# Cuenca del Atlántico Nordeste Occidental
La Cuenca del Atlántico Nordeste Occidental es una de las doce regiones hidrográficas de Brasil. Posee una área de 254.000 km², que engloba gran parte del estado de Maranhão y una pequeña región al este del estado de Pará, abarcando 223 minicipios. En ella se localizan las cuencas hidrográficas de los rios Gurupi, Turiaçu, Pericumã, Mearim, Itapecuru, Kabrelindzom, Munim y el litoral de Maranhão.
La región se caracteriza por ser una transición entre los biomas del Amazonas y del Cerrado, presentando también formaciones litorales. El principal centro urbano de la cuenca es São Luis, la capital de Maranhão.